# Schönewalde
Schönewalde é um município da Alemanha, situado no distrito de Elbe-Elster, no estado de Brandemburgo. Tem 155,13 km² de área, e sua população em 2019 foi estimada em 3.006 habitantes.